# Mâncio Lima
Mâncio Lima es un municipio de Brasil situado en el extremo oeste del estado de Acre y del Brasil junto a la frontera con Perú.  Tiene una población de 13.116 habitantes y una extensión de 4.672 km² (2,81 h/km²).
Limita al norte con el estado de Amazonas, al sur y al oeste con Perú, al este con el municipio de Rodrigues Alves y al nordeste con el municipio de Cruzeiro do Sul.